# Itzan Escamilla
Itzan Escamilla Guerrero (* 31. Oktober 1997 in Madrid) ist ein spanischer Schauspieler. Er ist durch seine Rolle als Samuel García in der Netflix-Serie Élite bekannt geworden.

## Werdegang
Escamilla studierte Interpretation an der Escuela de Cristina Rota in Madrid.
2016 spielte in der spanischen Fernsehserie Víctor Ros den Stiefsohn des Protagonisten, Joan. Das war seine erste größere Rolle im Fernsehen, durch die er in seinem Land Bekanntheit erlangt hat. Außerdem erschien er in einzelnen Folgen von spanischen Serien wie Centro Médico, Seis hermanas und El final del camino. 2017 hatte er zudem einen kleinen Auftritt in der historischen Fiction-Serie El Ministerio del Tiempo, als Simón Bolívar.
Zudem verkörperte er 2017 den jungen Francisco in der Netflix-Serie Die Telefonistinnen. Seit 2018 spielt Escamilla in der Netflix-Serie Élite die Rolle des Samuel García, einem Jugendlichen, der wegen des Zusammenbruchs seiner Schule ein Stipendium an einer Élite-Schule bekommt.
2018, gemeinsam mit den Schauspielerinnen Malena Alterio und Belén Cuesta, eroberte er das Publikum in dem Theaterstück Los universos paralelos des nordamerikanischen Dramatikers David Lindsay-Abaire.

## Filmografie (Auswahl)

### Fernsehen
- 2016: Víctor Ros
- 2016: Seis hermanas
- 2016: Centro Médico
- 2017: El Final del Camino
- 2017: El Ministerio del Tiempo
- 2017: Die Telefonistinnen (Las chicas del cable)
- 2018–2022: Élite (Fernsehserie, 40 Episoden)

### Kino
- 2019: Planeta 5000

## Theater
- 2017: Los universos paralelos